# Кибунпарк

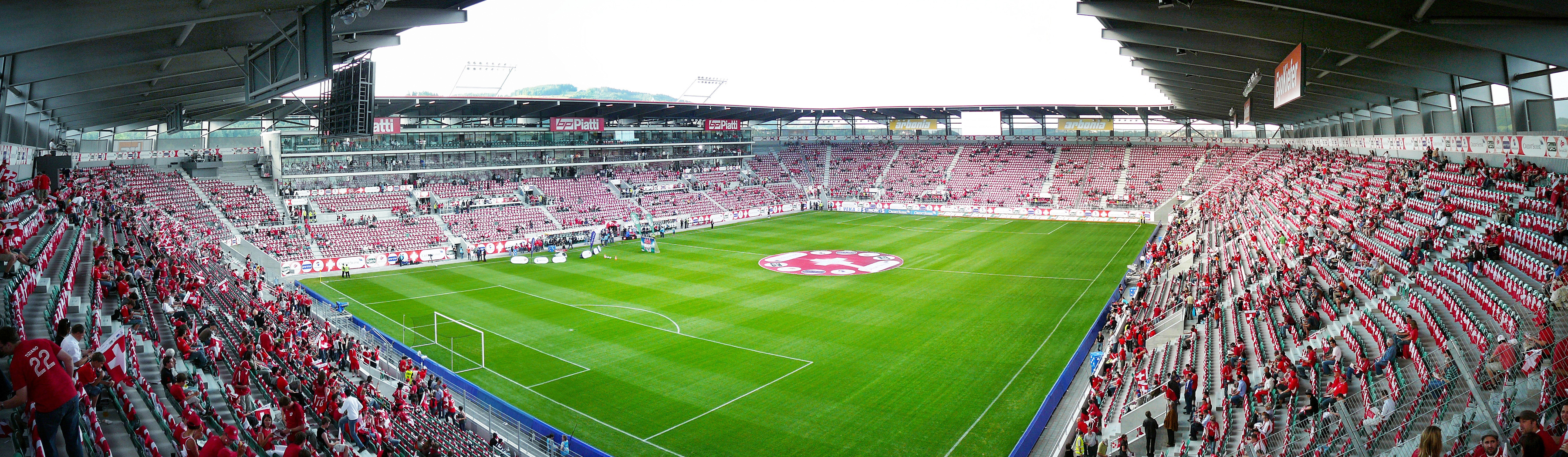
Кибунпарк

Кибунпарк (прежнее название — АФГ Арена) — домашний стадион футбольного клуба «Санкт-Галлен» в западной части города Санкт-Галлен (Швейцария).
14 сентября 2005 года, после почти 10-летнего планирования, начались строительные работы стадиона АФГ Арена вместимостью 19 694 человека. Для международных встреч стоячие места стадиона могут быть преобразованы в сидячие, так что максимальная вместимость составляет 18026 человек.
Затраты на строительство и пристроенного закупочного центра составили около 340 млн франков, или 220 млн евро. На обустройство инфраструктуры было затрачено дополнительно 70 млн франков (45 млн. €)-
2 марта 2006 года стало известно, что стадион будет называться АФГ Арена, по имени AFG Arbonia-Forster-Holding, расположенного в Арбоне.
Это первый швейцарский стадион, названный именем коммерческого предприятия.

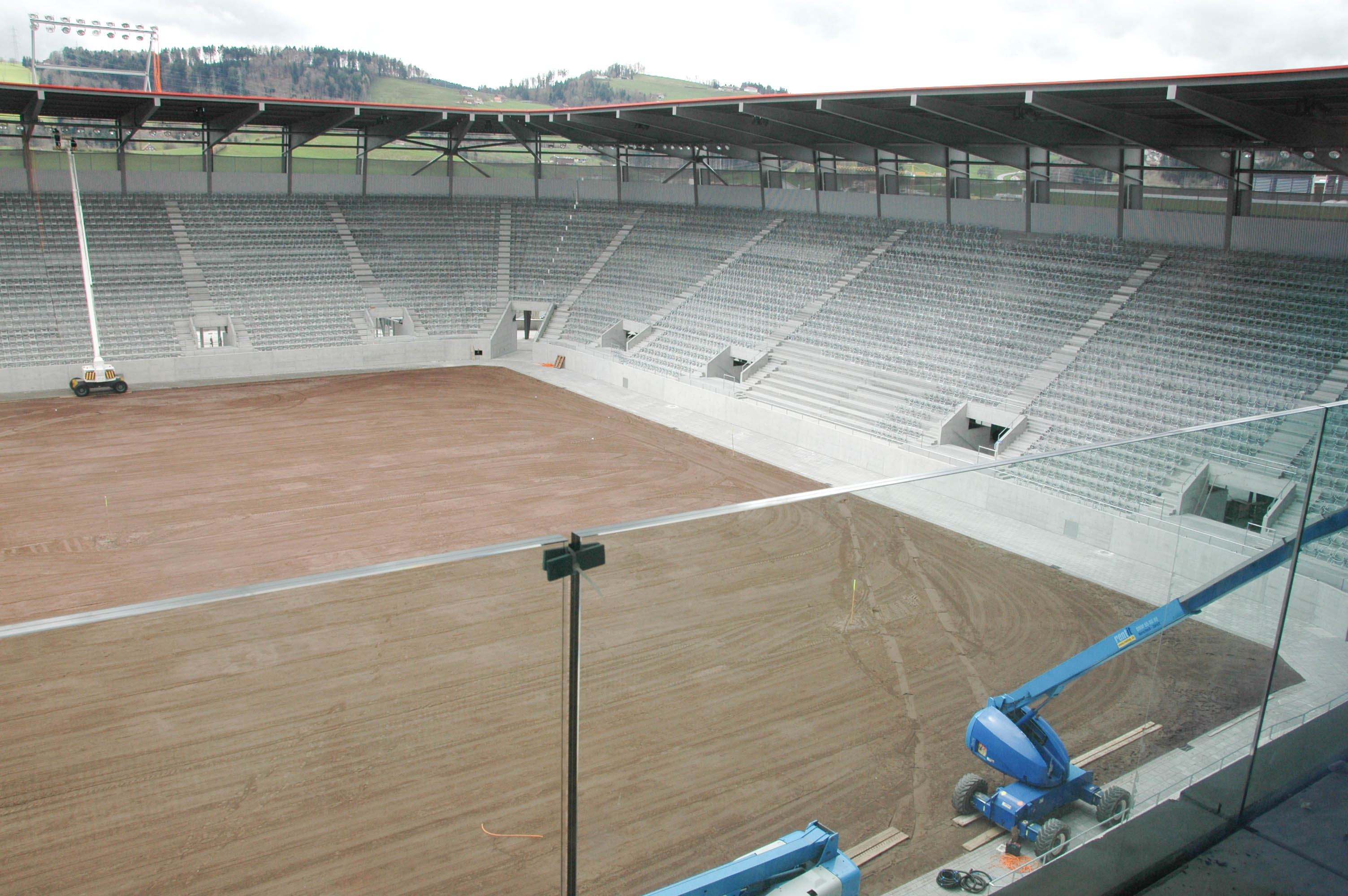
АФГ Арена

30 мая 2008 года на новом стадионе состоялась первая игра. Швейцария встречалась в последнем подготовительном матче к Евро-2008 с Лихтенштейном и выиграла перед почти 18 000 зрителями со счетом 3:0. Официальное открытие стадиона состоялось 5 июля 2008 года, когда футбольный клуб Санкт-Галлен встречался со Сборной легенд.
9 февраля 2009 года стало известно, что фанатский сектор на Фортсер-трибуне будет увеличен, и стадион будет иметь 4400 стоячих мест.